# Opisa tridentata
Opisa tridentata är en kräftdjursart som beskrevs av Hurley 1963. Opisa tridentata ingår i släktet Opisa och familjen Opisidae. Inga underarter finns listade i Catalogue of Life.